# Perdido por Cem
Pour plus de détails, voir Fiche technique et Distribution.
Perdido por Cem est un film portugais écrit et réalisé en 1971 par António-Pedro Vasconcelos, sorti en 1973.

## Synopsis
L'errance du jeune Artur un été dans les rues de Lisbonne. Il y rencontre d'abord Rui, qui travaille dans le marketing et la publicité, puis Joana, une jeune femme elle aussi en vacances à Lisbonne. Artur et Joana se rapprochent mais un personnage surgi du passé de la jeune femme menace leur amour.

## Fiche technique
- Titre original : Perdido por Cem
- Réalisation et scénario : António-Pedro Vasconcelos
- Assistant réalisateur et photographe de plateau : José Nascimento
- Directeur de la photographie, cadreur et chef-éclairagiste : João Rocha
- Son : Ruy d'Almeida e Mello
- Chansons écrites et interprétées par Paulo de Carvalho
- Producteurs : Paulo Branco, Jorge Paixão, José Martinho, Teresa Vaz da Silva
- Directeur de production : Paulo Gil
- Société de production : Centro Português de Cinema, avec le soutien de la Fondation Calouste Gulbenkian
- Pays d'origine :  Portugal
- Langue : portugais
- Société de distribution : Animatógrafo
- Durée : 105 minutes
- Genre : Film dramatique
- Format : Noir et blanc - 16 mm (négatif) - 35 mm (positif)

## Pays d'origine
- Année de réalisation : 1971
- Dates de sortie à Lisbonne : 9 avril 1973 (cinéma Satélite)

## Distribution
- José Cunha : Artur
- Marta Leitão : Joana
- José Nuno Martins : Rui
- Ana Maria Lucas : Marta
- António Machado Ribeiro : António Pedro
- António Rama : le petit ami de Joana